# Championnat du Portugal de football 2003-2004
Navigation
2002-2003 2004-2005
Le Championnat du Portugal de football 2003-2004 est la 70e édition de la compétition qui voit la victoire finale du FC Porto.
Le meilleur buteur de la saison est le sud-africain Benedict McCarthy qui inscrit 20 buts en 29 matchs (soit une moyenne de 0,69 but par match).

## Classement[1]
| Rang | Équipe               | Pts | J  | G  | N  | P  | Bp | Bc | Diff |
| ---- | -------------------- | --- | -- | -- | -- | -- | -- | -- | ---- |
| 1    | FC Porto T C1        | 82  | 34 | 25 | 7  | 2  | 63 | 19 | +44  |
| 2    | Benfica C            | 74  | 34 | 22 | 8  | 4  | 62 | 28 | +34  |
| 3    | Sporting Portugal    | 73  | 34 | 23 | 4  | 7  | 60 | 33 | +27  |
| 4    | CD Nacional          | 56  | 34 | 17 | 5  | 12 | 56 | 35 | +21  |
| 5    | Sporting Braga       | 54  | 34 | 15 | 9  | 10 | 36 | 38 | -2   |
| 6    | CS Marítimo          | 48  | 34 | 12 | 12 | 10 | 35 | 33 | +2   |
| 7    | Rio Ave P            | 48  | 34 | 12 | 12 | 10 | 42 | 37 | +5   |
| 8    | Boavista             | 47  | 34 | 12 | 11 | 11 | 32 | 31 | +1   |
| 9    | Moreirense FC        | 46  | 34 | 12 | 10 | 12 | 33 | 33 | 0    |
| 10   | União Leiria         | 45  | 34 | 11 | 12 | 11 | 43 | 45 | -2   |
| 11   | Beira-Mar            | 41  | 34 | 11 | 8  | 15 | 36 | 45 | -9   |
| 12   | Gil Vicente FC       | 40  | 34 | 10 | 10 | 14 | 43 | 40 | +3   |
| 13   | Académica de Coimbra | 38  | 34 | 11 | 5  | 18 | 40 | 42 | -2   |
| 14   | Vitoria Guimarães    | 37  | 34 | 9  | 10 | 15 | 31 | 40 | -9   |
| 15   | CF Belenenses        | 35  | 34 | 8  | 11 | 15 | 35 | 54 | -19  |
| 16   | FC Alverca P         | 35  | 34 | 10 | 5  | 19 | 33 | 49 | -16  |
| 17   | Paços de Ferreira    | 28  | 34 | 8  | 4  | 22 | 27 | 53 | -26  |
| 18   | Estrela da Amadora P | 17  | 34 | 4  | 5  | 25 | 22 | 74 | -52  |

|  | Qualification pour la Ligue des champions 2004-2005                         |
|  | Qualification pour le tour préliminaire de la Ligue des champions 2004-2005 |
|  | Qualification pour la Coupe UEFA 2004-2005                                  |
|  | Qualification pour le troisième tour de la Coupe Intertoto 2004             |
|  | Relégation en 2e division                                                   |

## Meilleurs Buteurs
| Place | Meilleurs buteurs | Club              | Nombre de buts |
| 1     | Benedict McCarthy | FC Porto          | 20             |
| 2     | Adriano           | CD Nacional       | 19             |
| 3     | Evandro           | Rio Ave           | 15             |
| 4     | Liedson           | Sporting Portugal | 15             |
| 5     | Ricardo Sousa     | Boavista          | 14             |
| 6     | Derlei            | FC Porto          | 12             |
| 7     | Ferreira          | Gil Vicente FC    | 12             |
| 8     | Simão             | Benfica           | 12             |
| 9     | Wender            | Sporting Braga    | 11             |
| 10    | Tomislav Sokota   | Benfica           | 11             |